# Julius Blum (Unternehmen)
Die Julius Blum GmbH ist ein international tätiges Unternehmen, das auf die Herstellung und den Vertrieb von Möbelbeschlägen spezialisiert ist. Der Hauptsitz des Unternehmens befindet sich in Höchst, im österreichischen Bundesland Vorarlberg.

## Firmengeschichte
Julius Blum aus Höchst gründete am 1. März 1952 das Unternehmen und stellte als erstes Produkt Hufstollen, eine Art „Spikes“ für Pferde, her. Der gelernte Hufschmied befestigte diesen Gleitschutz an den Hufeisen der Pferde und machte ihre Fortbewegung so sicherer.
Der Einzug von Traktoren in die Landwirtschaft zwang Julius Blum in den folgenden Jahren, neue Geschäftsfelder zu suchen. In der Schweiz fand er einen Hersteller von Fenster-, Tür- und Schrankbeschlägen, für deren Produktion er die richtigen Maschinen hatte. Julius Blum erhielt 1958 die Lizenz für die Fertigung von Einbohrbändern für Möbel, Fenster und Türen (Anuba-Band). Dies war auch gleichzeitig der Einstieg in die Möbelbeschlagbranche. Die ersten Exporte wurden 1965 getätigt. Bald darauf folgte die Gründung der ersten Auslandsvertretungen.
Bei Blum arbeiten weltweit etwa 9850 Mitarbeitende – davon etwa 6700 in Österreich. Zum Unternehmen zählen acht Werke in Österreich, Produktionsstandorte in Polen, Brasilien, USA und China sowie 34 Tochtergesellschaften und Repräsentanzen weltweit. Die Lieferung erfolgt an Möbelhersteller und Beschlagfachhändler in über 120 Ländern.
Blum ist bis heute ein familiengeführtes Unternehmen (Martin Blum 26 %, Philipp Blum 26 %, Blum Privatstiftung 48 %). Die beiden Geschäftsführer und Cousins Philipp und Martin Blum leiten seit dem 1. Juli 2019 das Unternehmen gemeinsam mit Gerhard Humpeler (Leiter Finanzen) und seit dem 1. Juli 2023 sind zusätzlich Wolfgang Heinzle (Leiter Marketing), Alexander Roloff (Leiter Fertigungstechnik) sowie Klaus Wendel (Leiter Informatik) Teil der Geschäftsleitung. Das Geschäftsvolumen war im Wirtschaftsjahr 2024/25 mit einem Umsatz von 2,44 Milliarden Euro um 6,3 Prozent höher als im Vorjahr und rund 55 Prozent dieses Umsetzes wurde außerhalb der EU erwirtschaftet.

## Produkte

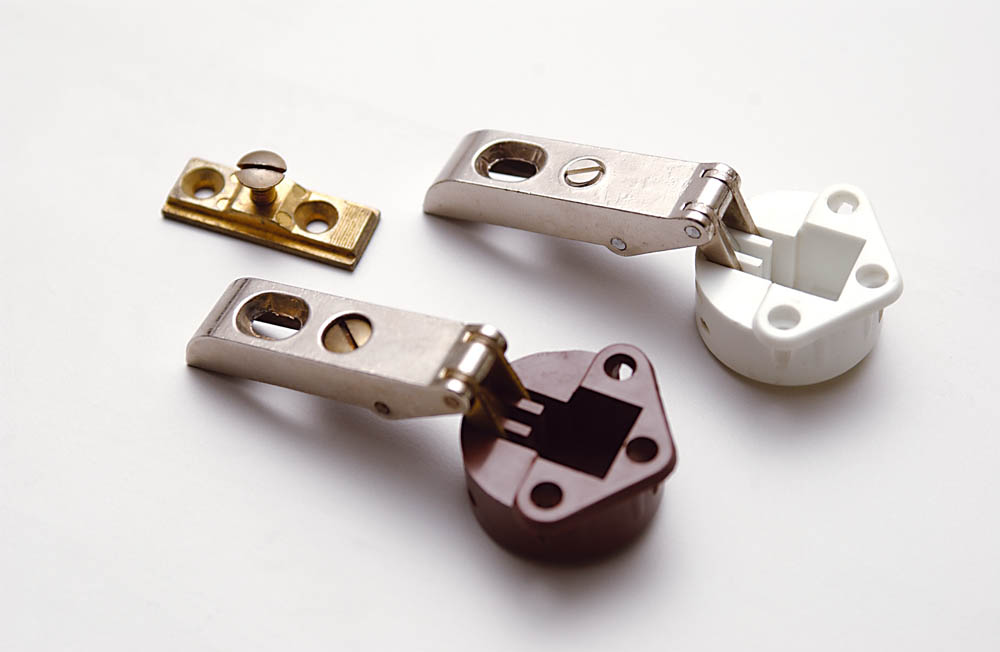
Erstes Blum-Scharnier: Topfband (1964)

Blum produziert Klappen-, Scharnier-, Auszug- und Pocketsysteme für Möbel, vorwiegend in Küchen aber auch für andere Wohnbereiche. Neben den reinen Beschlaglösungen bietet das Unternehmen elektrische und mechanische Bewegungstechnologien für das Öffnen und Schließen von Möbeln an. Blum hat für seine Produkte auch entsprechend abgestimmte Verarbeitungshilfen im Programm.
Blum produzierte mit dem Anuba-Band den ersten Möbelbeschlag und vertrieb diesen in Österreich. Im Jahr 1964 wurde mit der Produktion des ersten Blum-Scharniers der Beginn der Fertigung von verdeckten Möbelscharnieren im Unternehmen eingeleitet, ein Jahr darauf nahm das Unternehmen die ersten Exportgeschäfte außerhalb Österreichs auf. 1966 führte Blum Rollschubführungen für Schubladen als weitere Produktsparte in das Produktionsprogramm ein. Seit dem Jahr 1970 gibt es bei Blum eine eigene Lehrlingsausbildung.
1977 kam das erste verdeckte Führungssystem für Schubladen aus Holz auf den Markt. 1985 entwickelte Blum das erste Scharnier, das werkzeuglos montiert werden konnte. 2001 wurde ein Dämpfungssystem für das Schließen von Möbeln präsentiert. Für den Oberschrankbereich gibt es seit 2005 verschiedene Klappenbeschläge. Im selben Jahr brachte Blum eine mechanische Lösung für das Öffnen von grifflosen Fronten auf den Markt.
Im Jahr 2006 wurde das Blum-Programm durch eine elektrische Variante ergänzt. Eine Scharniergeneration mit integrierter Dämpfung ist seit 2009 erhältlich und seit 2011 steht auch ein Boxsystem mit geraden Seitenwänden zur Verfügung.
Der Beschlägehersteller erhielt 2013 den European Inventor Award des Europäischen Patentamtes (EPA). Unter anderem wurden verschiedene Produkte mit dem Red Dot Design Award, dem German Design Award und dem iF Product Design Award ausgezeichnet.
Weltweit hält Blum mehr als 2100 Schutzrechte. 
2024 wurden dem Unternehmen durch das Österreichische Patentamt 61 Patente und Gebrauchsmuster erteilt. Im Erfinder-Ranking liegt das Unternehmen damit österreichweit an zweiter Stelle. Rund vier Prozent des Jahresumsatzes von Blum fließen in Forschung und Entwicklung.

## Standorte

### Produktionsstandorte
Die Julius Blum GmbH produziert hauptsächlich im österreichischen Bundesland Vorarlberg, wo das Unternehmen in der Rheindeltagemeinde Höchst auch seinen Verwaltungshauptsitz hat. In Vorarlberg stehen derzeit acht Werke, wovon sich die Werke 1 bis 3 in Höchst befinden. Werk 4 ist in Bregenz, Werk 5 in Fußach, Werk 6 in Gaißau und die Werke 7 und 8 sind in Dornbirn situiert.
2018 konnte im Werk 8 die erste Produktionshalle des neuen Stanzzentrums in Dornbirn fertiggestellt werden. In diesen Werken werden Scharnier-, Klappen-, Auszug- und Pocketsysteme für den weltweiten Markt entwickelt und produziert. Im Jänner 2024 wurde verlautbart, dass im niederösterreichischen St. Pölten auf dem Areal des Maschinenbauunternehmens Voith mit dem Werk 9 ein weiterer Produktionsstandort in Österreich entstehen soll.
Außerhalb Österreichs wird zudem in den Vereinigten Staaten, Polen, Brasilien und in China produziert. Der Standort in den USA befindet sich in Lowesville im Bundesstaat North Carolina. In Brasilien ist Blum in Embu im Bundesstaat São Paulo mit einem Werk vertreten. Seit 2006 hat der Beschlägehersteller aus Höchst auch in Jasin/Swarzędz in Polen ein Logistikzentrum.
In China ist Blum bereits seit 2002 mit einer Vertriebstochter aktiv und im Juni 2019 wurde ein Grundstück in der Nähe der Vertriebsniederlassung erworben für den Aufbau eines Produktionsstandortes für den chinesischen Markt.

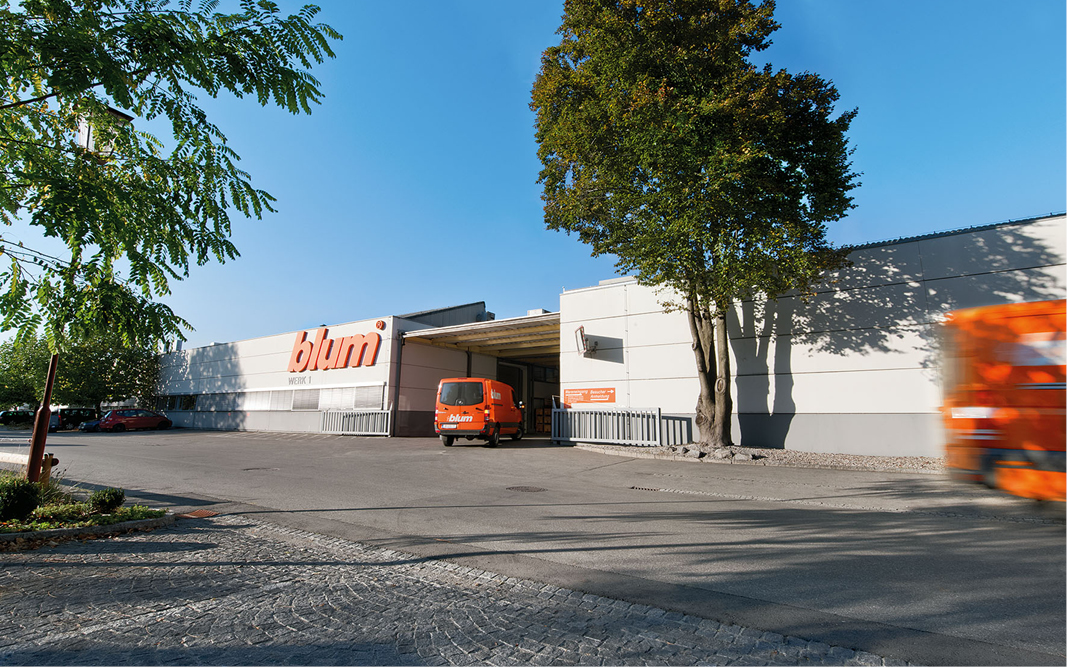
Werk 1 in Höchst
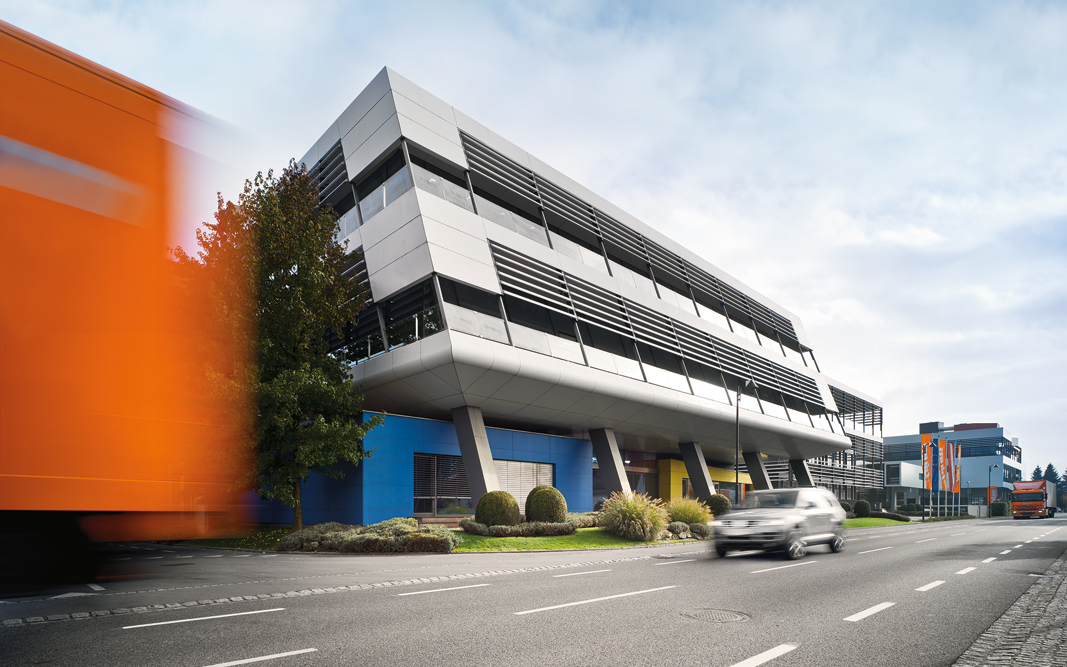
Werk 2 in Höchst
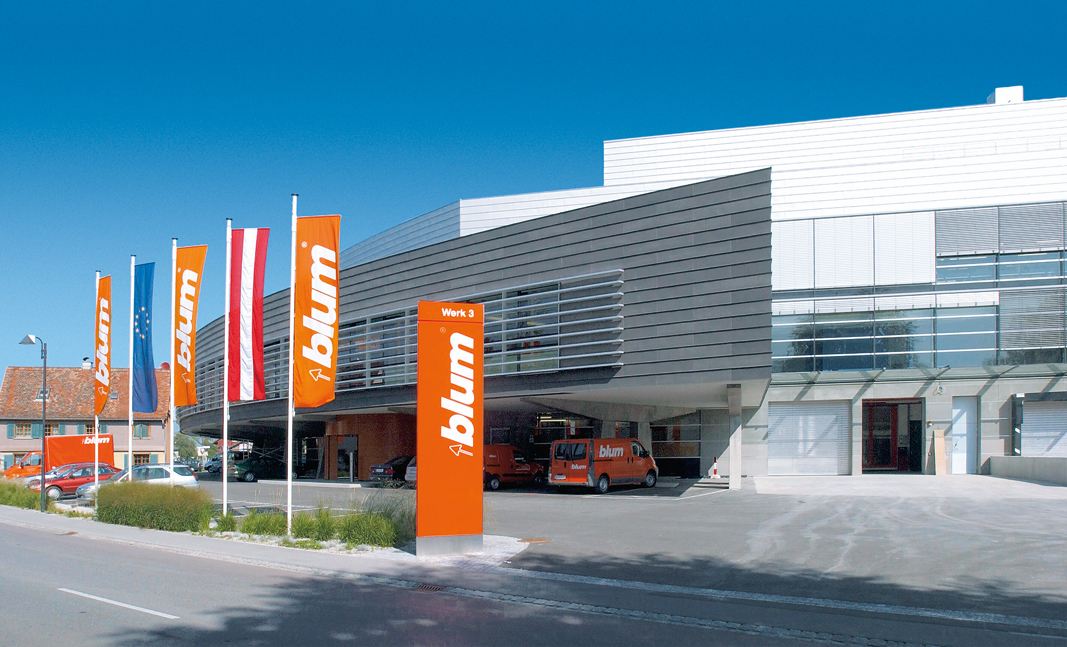
Werk 3 in Höchst
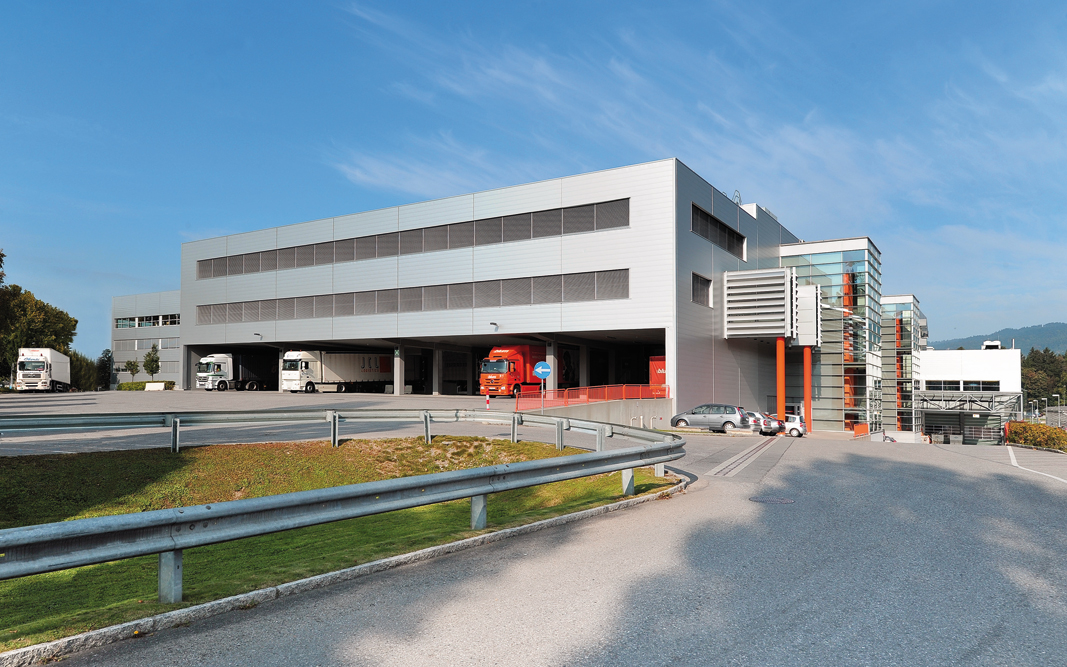
Werk 4 in Bregenz
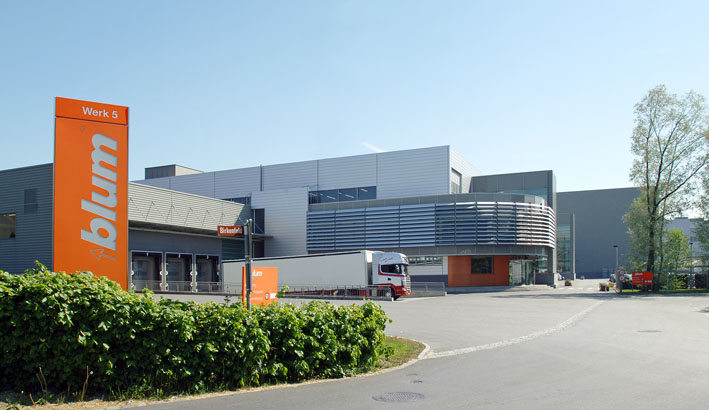
Werk 5 in Fußach
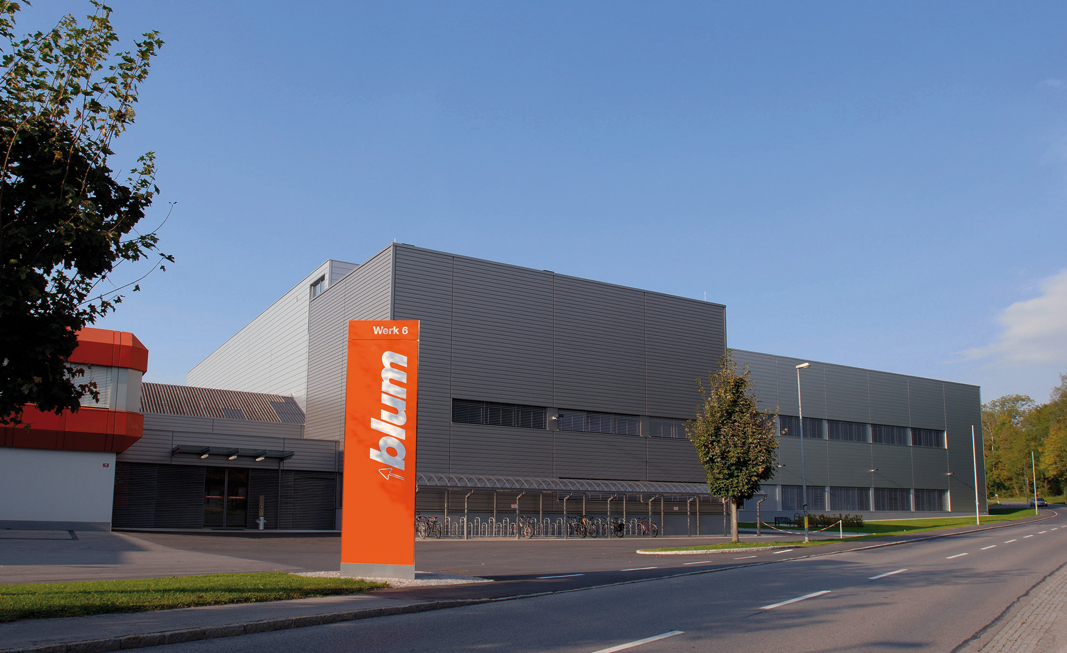
Werk 6 in Gaißau
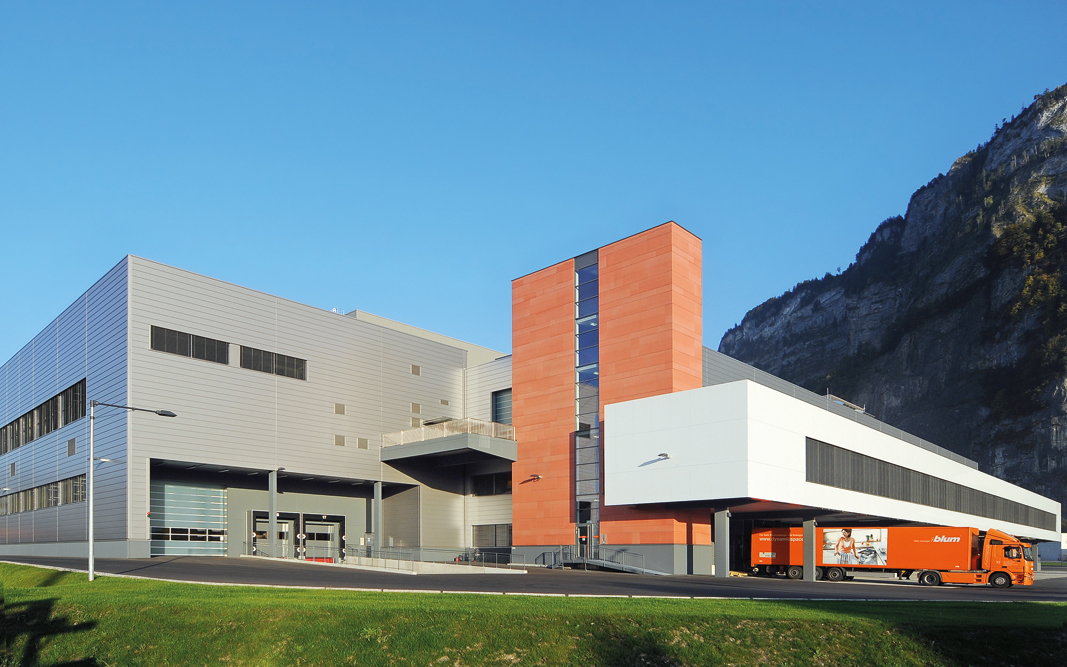
Werk 7 in Dornbirn
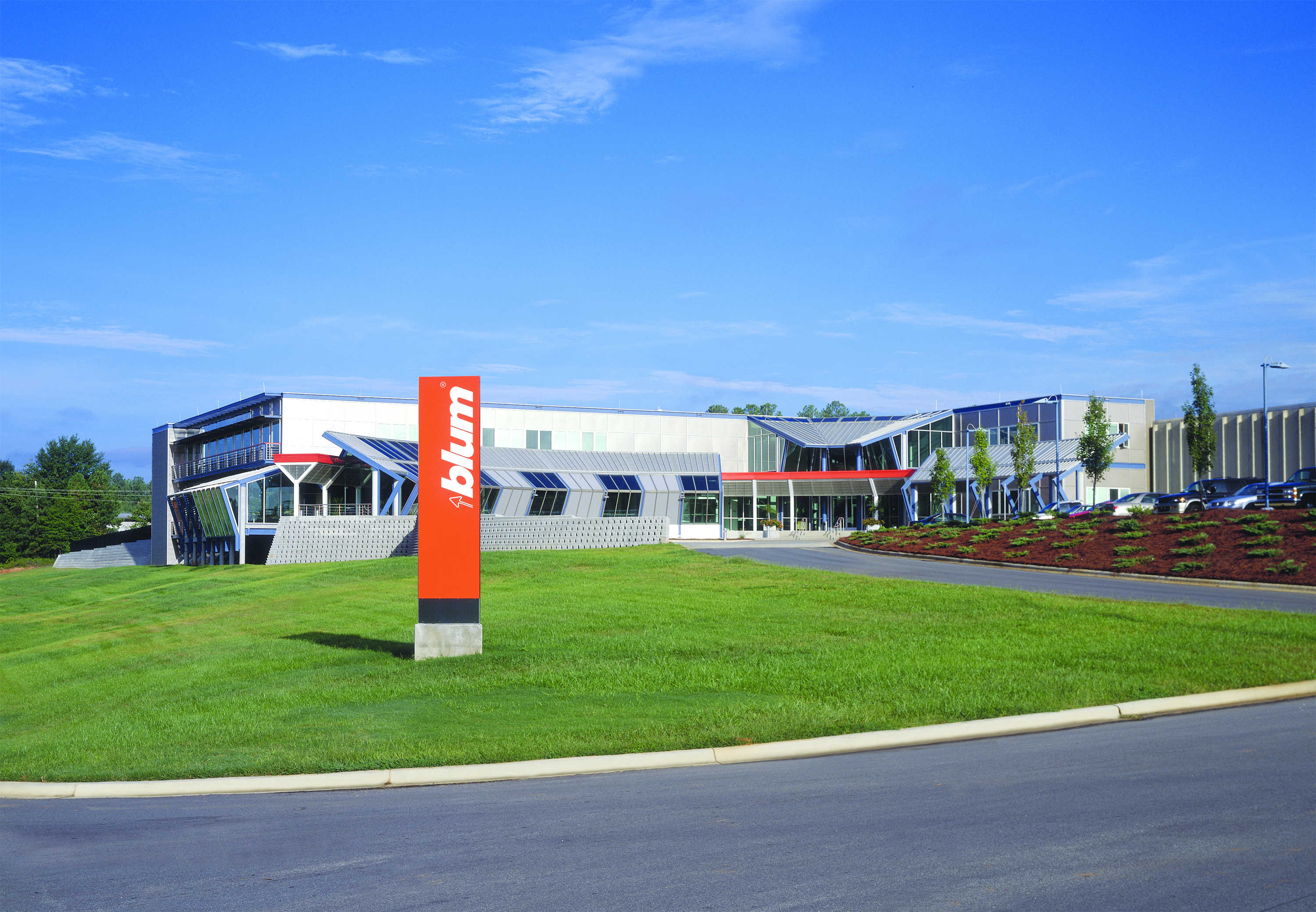
Werk in North Carolina, USA
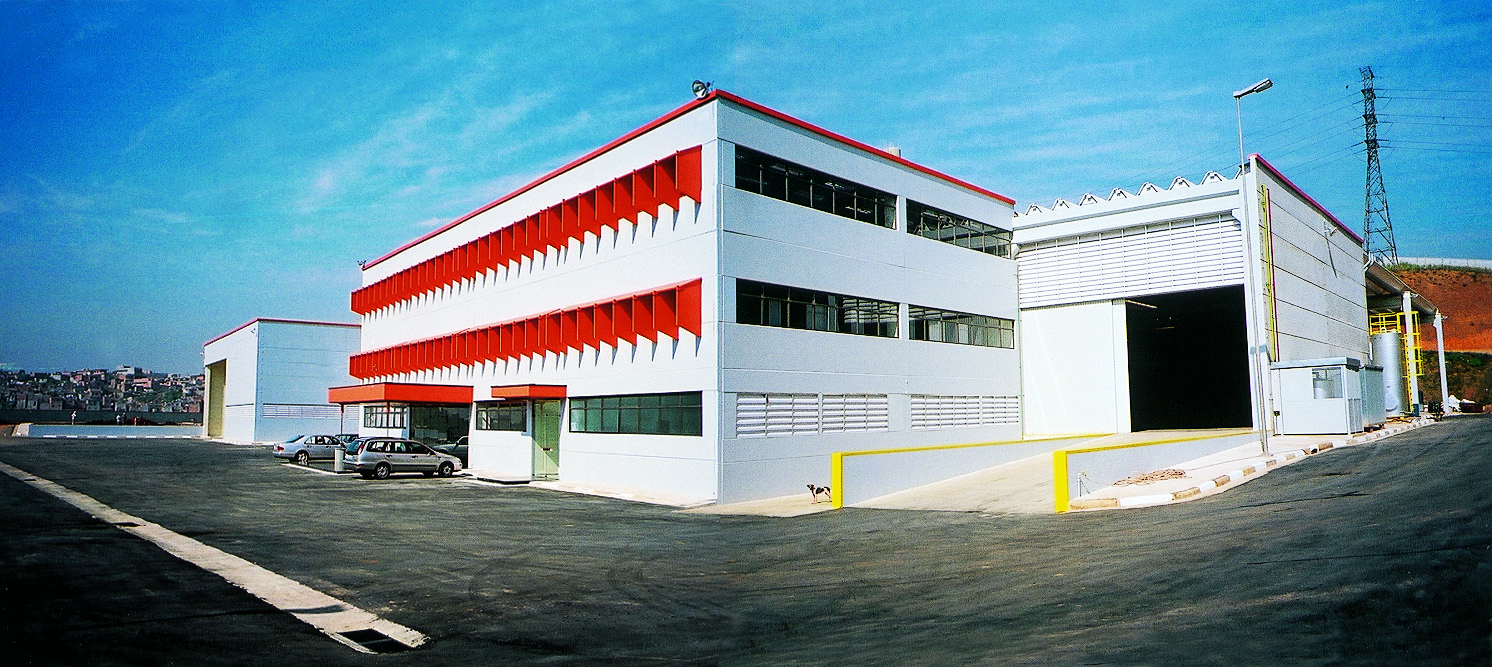
Werk in São Paulo, Brasilien
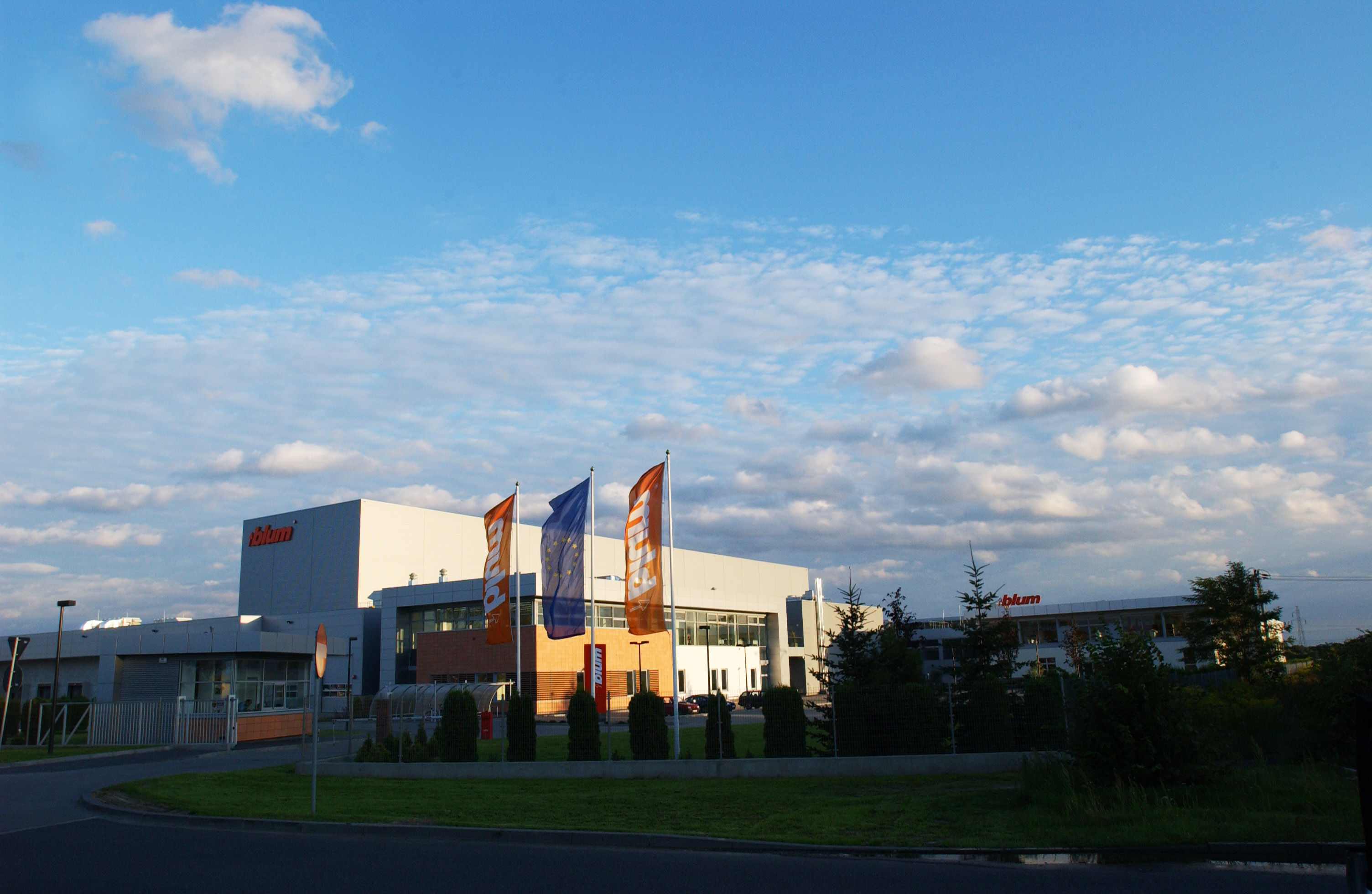
Werk in Swarzędz, Polen

### Vertriebsstandorte
Blum unterhält weltweit 34 Tochtergesellschaften und Repräsentanzen:
- Blum Aserbaidschan
- Blum Australien
- Blum Brasilien
- Blum China
- Blum Deutschland
- Blum Frankreich
- Blum Griechenland
- Blum Hongkong
- Blum Indien
- Blum Indonesien
- Blum Kanada
- Blum Kasachstan
- Blum Malaysia
- Blum Mexiko
- Blum Neuseeland
- Blum Norwegen
- Blum Polen
- Blum Portugal
- Blum Rumänien
- Blum Schweden
- Blum Schweiz
- Blum Singapur
- Blum Slowakei
- Blum Südafrika
- Blum Tschechien
- Blum Tunesien
- Blum Türkei
- Blum U.K.
- Blum Ukraine
- Blum Ungarn
- Blum USA
- Blum Vietnam
- Van Hoecke (Belgien, Niederlande, Luxemburg)

Im Wirtschaftsjahr 2023/24 erfolgte der Kauf des Unternehmens Van Hoecke. Der langjährige Partner und Vertreter für Belgien, Niederlande und Luxemburg wurde in die Gruppe der Blum-Unternehmen integriert. 

## Ausbildung
Blum führte im Jahr 1970 ein eigenes Ausbildungssystem gemäß der dualen Ausbildung ein. Das bedeutet, dass die Auszubildende parallel in Betrieb und Berufsschule ausgebildet werden.
Die Ausbildung der Lehrlinge erfolgt je nach Berufszweig in einem der Vorarlberger Werke. Bei Blum USA wurde eine eigene Lehrlingsausbildung nach österreichischem Vorbild eingerichtet.
Regelmäßig nehmen Lehrlinge von Blum an internationalen Wettbewerben, wie zum Beispiel an den „WorldSkills“ (Berufs-Weltmeisterschaften), teil.
Es werden aktuell im Unternehmen Lehrlinge in elf verschiedenen technischen Lehrberufen ausgebildet und die Ausbildung dauert je nach Lehrberuf 3,5 bis 4 Jahre.
- Applikationsentwicklung und Coding
- Elektrotechnik
- Fertigungsmesstechnik
- Konstruktionstechnik
- Kunststofftechnik
- Maschinenbautechnik
- Mechatronik
- Prozesstechnik
- Werkstofftechnik
- Werkzeugbautechnik

- Zerspanungstechnik

Im Wirtschaftsjahr 2024/2025 wurden bei Blum weltweit etwa 100 neue Lehrlinge für die technische Ausbildung eingestellt, womit insgesamt über 400 Lehrlinge bei Blum in Österreich, den USA, Polen und China in Ausbildung stehen.

## Sonstiges
Im Jänner 2015 begründete die Julius Blum GmbH zusammen mit neun anderen Vorarlberger Unternehmen das „Klimaneutralitätsbündnis 2025“ mit dem Ziel, ihre gesamten Aktivitäten bis zum Jahr 2025 zu 100 Prozent klimaneutral zu gestalten. Seit dem 1. Jänner 2018 wird der Strom zu 100 Prozent aus Wasserkraft bezogen.
Blum arbeitet, nebst eigenen Test- und Prüfvorschriften, auch mit externen Prüfinstitutionen und -organisationen zusammen, wie beispielsweise ISO 9001, Bureau Veritas, Institut technologique FCBA, Deutsche Gütegemeinschaft Möbel, TÜV Rheinland LGA, American National Standards Institute ANSI und FIRA.
Im Jahr 1997 führte Blum ein Umweltmanagementsystem ein. Blum investiert in diverse Umweltmaßnahmen wie beispielsweise Photovoltaikanlagen oder Wärmerückgewinnung aus Produktionsprozessen. Blum verfügt über einen eigenen Gleisanschluss beim Werk 7. Darüber wickelt das Unternehmen den Großteil seiner Versandtätigkeit zu den großen Seehäfen per Bahn ab. Blum ist seit 1997 nach der Umweltmanagementnorm ISO 14001 und seit 2012 im Energiemanagement nach ISO 50001 zertifiziert.
Im Juni 2017 wurde Blum für die erfolgreiche Internationalisierung eines Unternehmens mit dem österreichischen Exportpreis, dem „Global Player Award“ ausgezeichnet.
Im Mai 2023 veröffentlichte Blum erstmals eine Nachhaltigkeitsbroschüre und orientiert sich dabei an den Richtlinien der Global Reporting Initiative.